# Allai
Allai település Olaszországban, Szardínia régióban, Oristano megyében. Lakosainak száma 357 fő (2023. január 1.). Allai Fordongianus, Ruinas, Samugheo, Siapiccia, Villaurbana, Busachi és Siamanna községekkel határos.

## Népesség
A település népességének változása:
| Lakosok száma | 366  | 363  | 357  |
|               | 2017 | 2018 | 2023 |